# Mbang
Mbang es una comuna camerunesa perteneciente al departamento de Kadey de la región del Este.
En 2005 tiene 25 603 habitantes, de los que 7323 viven en la capital comunal homónima.
Se ubica en el centro de la región, unos 100 km al sureste de la capital regional Bertoua.

## Localidades
Comprende la ciudad de Mbang y las siguientes localidades:
- Akom
- Amoure
- Attsiek
- Baboutou
- Bambouta
- Bamikok
- Bangué I
- Bangué II
- Bimba
- Bitouala
- Bokendja
- Dard
- Djampiel
- Djebadop
- Djecelon
- Djekout
- Djemiong
- Djouth I
- Djouth II
- Domiaka
- Eboueté
- Essiengbot
- Gbambala
- Gnonokdjikon I
- Gouabila
- Goute
- Kagnol I
- Kagnol II
- Kagnol III
- Kapang
- Kolafoum
- Kosso
- Kouedjina (Douokassa)
- Kwen-Kwen
- Lila
- Limpaya
- Mambelé
- Mayos
- Mbama
- Mbeslebot
- Mboboto
- Meta
- Mobambou
- Mokoko
- Mokolo
- Molobo
- Moloundou
- Mombel I
- Mombel II
- Mompack
- Mongobia
- Moudjendi I
- Moudjendi II
- Moundial
- Mpiel
- Ndeina
- Ndjang
- Ngao
- Njoknepoun
- Nkolbong
- Nogoula
- Nzeng
- Nzengoué
- Pepo
- Sebec Jp Kagnol III
- Siengboth
- Tikondi II
- Touki